# Тумстоун (Аризона)
Тумстоун (енгл. Tombstone) град је у америчкој савезној држави Аризона. По попису становништва из 2010. у њему је живело 1.380 становника.

## Демографија
Према попису становништва из 2010. у граду је живело 1.380 становника, што је 124 (8,2%) становника мање него 2000. године.
| Група             | 2000.         | 2010.         |
| Белци             | 1.091 (72,5%) | 1.050 (76,1%) |
| Афроамериканци    | 9 (0,6%)      | 6 (0,4%)      |
| Азијати           | 5 (0,3%)      | 9 (0,7%)      |
| Хиспаноамериканци | 363 (24,1%)   | 288 (20,9%)   |
| Укупно            | 1.504         | 1.380         |